# Памятник А. И. Бабухину (Орёл)
Памятник А. И. Бабухину — первый в России памятник русскому гистологу, физиологу и эмбриологу, основателю московской гистологической школы, внёсшему большой вклад в развитие физиологии, гистологии и бактериологии в России.

## Описание
Александр Иванович Бабухин родился в селе Семендяево Орловской губернии. Окончил медицинский факультет Московского университета с отличием, выпущен со степенью лекаря. В 1888 году организовал при кафедре первую в Москве бактериологическую лабораторию.
8 июня 2001 года у входа в здание Медицинского института Орловского государственного университета состоялось открытие памятника профессору А. И. Бабухину, созданного на средства профессора В. И. Ноздрина и С. А. Никифорова при участии фирмы Сагl Zeiss и учредителей Фармацевтического научно-производственного предприятия «Ретиноиды». Автором работы является член Московского союза художников скульптор Д. А. Юнаковский. Бронзовый бюст учёного установлен на гранитном постаменте. На памятнике надпись «Бабухину Александру Ивановичу, русскому учёному» и изображение микроскопа, стоящего на трёх книгах с надписями «Физиология», «Гистология», «Бактериология».